# Pramollo
Pramollo (Pramòl in piemontese, Praamòl in occitano) è un comune italiano di 214 abitanti della città metropolitana di Torino in Piemonte che si trova in Val Chisone.

## Geografia fisica

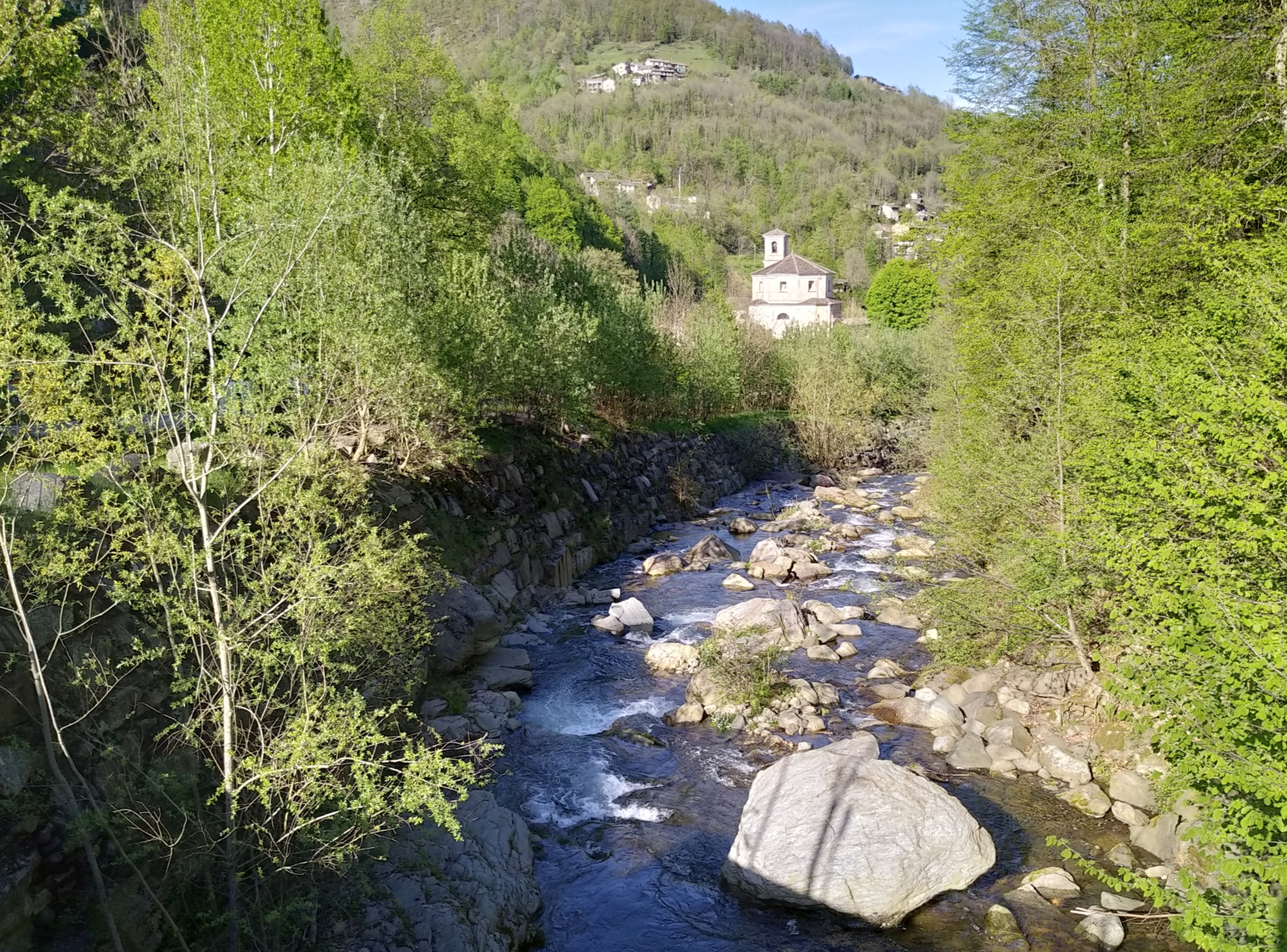
Il torrente Risigliardo

Il comune si trova nel Vallone del Risagliardo (vallone laterale del Val Chisone). Il vallone prende il nome dal torrente Risagliardo che scende dal Grand Truc e si getta nel Chisone a San Germano Chisone. Il Colle Las Arà lo collega con la Val Germanasca e quello della Vaccera con la Val Pellice.
Pramollo non ha un nucleo abitativo principale, ma è costituito da una serie di borgate sparse su entrambi i versanti del torrente Risagliardo. Il municipio si trova nella borgata Lussie.

## Storia
Pramollo è stato interessato nei secoli passati dalle vicende tragiche della comunità dei Valdesi.
 Nel 1573 vi fu la conversione in massa del paese alla religione riformata. 
Il comune fu soppresso nel 1927 e accorpato, assieme a Inverso Porte, al territorio di San Germano Chisone. Il comune di Pramollo fu ricostituito nel 1954.

## Società

### Evoluzione demografica
Negli ultimi cento anni, a partire dal 1921, la popolazione residente ha avuto una diminuzione dell'80% .
Abitanti censiti

## Amministrazione
Di seguito è presentata una tabella relativa alle amministrazioni che si sono succedute in questo comune.
| Periodo        | Periodo        | Primo cittadino         | Partito                         | Carica  | Note  |
| -------------- | -------------- | ----------------------- | ------------------------------- | ------- | ----- |
| 19 giugno 1985 | 25 maggio 1990 | Gino Long               | Partito Socialista Italiano     | Sindaco | [ 7 ] |
| 25 maggio 1990 | 24 aprile 1995 | Giorgio Canonico        | lista civica                    | Sindaco | [ 7 ] |
| 24 aprile 1995 | 14 giugno 1999 | Renato Ribet            | sinistra                        | Sindaco | [ 7 ] |
| 14 giugno 1999 | 14 giugno 2004 | Renato Ribet            | centro-sinistra                 | Sindaco | [ 7 ] |
| 14 giugno 2004 | 8 giugno 2009  | Andrea Maria Borgarello | lista civica                    | Sindaco | [ 7 ] |
| 8 giugno 2009  | 26 maggio 2014 | Andrea Garrone          | lista civica                    | Sindaco | [ 7 ] |
| 26 maggio 2014 | 27 maggio 2019 | Renzo Costantin         | lista civica Insieme a Pramollo | Sindaco | [ 7 ] |
| 27 maggio 2019 | in carica      | Renzo Costantin         | lista civica Insieme a Pramollo | Sindaco | [ 7 ] |

### Altre informazioni amministrative
Il comune faceva parte della Comunità Montana Valli Chisone e Germanasca.